# Colpodonta
Colpodonta là một chi bướm đêm thuộc họ Geometridae.